# Eugnathogobius kabilia
Eugnathogobius kabilia es una especie de pez de la familia de los Gobiidae en el orden de los Perciformes.

## Morfología
Los machos pueden llegar a alcanzar los 3,6 cm de longitud total.

## Alimentación
Come invertebrados, incluyendo larvas de mosquitos. 

## Hábitat
Es un pez de clima tropical y demersal.

## Distribución geográfica
Se encuentra en el Pacífico occidental: noreste de Borneo y Filipinas.

## Observaciones
Es inofensivo para los humanos. 